# Бивији
Бивији (фр. Buvilly) насеље је и општина у источној Француској у региону Франш-Конте, у департману Јура која припада префектури Лон ле Соније.
По подацима из 2011. године у општини је живело 365 становника, а густина насељености је износила 60,83 становника/km². Општина се простире на површини од 6 km². Налази се на средњој надморској висини од 362 метара (максималној 575 m, а минималној 290 m).

## Демографија
| 1962. | 1968. | 1975. | 1982. | 1990. | 1999. | 2011. |
| ----- | ----- | ----- | ----- | ----- | ----- | ----- |
| 290   | 293   | 294   | 319   | 359   | 338   | 365   |

График промене броја становника у току последњих година